# Kakejcov
Kakejcov je obec v okrese Rokycany v Plzeňském kraji. Leží necelých devět kilometrů jihovýchodně od Rokycan. Žije v ní 102 obyvatel.

## Historie
První písemná zmínka o vesnici pochází z roku 1616.

## Obyvatelstvo
| Rok            | 1869 | 1880 | 1890 | 1900 | 1910 | 1921 | 1930 | 1950 | 1961 | 1970 | 1980 | 1991 | 2001 | 2011 | 2021 |
| -------------- | ---- | ---- | ---- | ---- | ---- | ---- | ---- | ---- | ---- | ---- | ---- | ---- | ---- | ---- | ---- |
| Počet obyvatel | 199  | 258  | 244  | 243  | 236  | 240  | 247  | 176  | 148  | 133  | 137  | 102  | 91   | 85   | 91   |
| Počet domů     | 26   | 33   | 33   | 33   | 33   | 35   | 44   | 47   | 44   | 40   | 39   | 39   | 38   | 37   | 39   |

## Obecní správa
Mezi lety 1869–1950 Kakejcov byl obcí v okrese Plzeň (1869–1890) a později v okrese Rokycany. V letech 1961–1979 byl částí obce Mešno. Od 1. ledna 1980 do 31. prosince 1991 patřil jako část obce k Mirošovu a od 1. ledna 1992 je opět samostatnou obcí.

### Části obce
Kakejcov se od 25. listopadu 2015 nečlení na části, má i jen jedno stejnojmenné katastrální území. Území obce se přesto dělí na dvě základní sídelní jednotky, vlastní Kakejcov a vesnici Drážky.

### Obecní symboly
Znak a vlajka byly obci uděleny rozhodnutím předsedy Poslanecké sněmovny Parlamentu České republiky dne 12. prosince 2008.

## Pamětihodnosti
Asi jeden kilometr západně od vesnice, ale už v katastrálním území obce Mešno, se nachází přírodní památka Kakejcov.